# Peperomia okinawensis
Peperomia okinawensis är en pepparväxtart som beskrevs av T. Yamazaki. Peperomia okinawensis ingår i släktet peperomior, och familjen pepparväxter. Inga underarter finns listade i Catalogue of Life.